# Ladislav Petráš
Ladislav Petráš (ur. 1 grudnia 1946 w Prievidzy) – były słowacki piłkarz, napastnik. Długoletni zawodnik Interu Bratysława.
Profesjonalną karierę zaczynał w Baniku z rodzinnej miejscowości, później grał w Dukli Bańska Bystrzyca. Piłkarzem Interu był w latach 1969–1980. W 1980 wyjechał do Austrii, gdzie grał do 1983. W pierwszej lidze czechosłowackiej strzelił 85 bramek w 239 spotkaniach, był królem strzelców ekstraklasy.
W reprezentacji Czechosłowacji zagrał 19 razy i strzelił 6 goli. Debiutował 3 grudnia 1969 w meczu z Węgrami, ostatni raz zagrał w 1977. Brał udział w MŚ 70 (trzy spotkania, dwa gole). Znajdował się w kadrze na zwycięskie dla Czechosłowacji ME 76, grał we wcześniejszych spotkaniach tej edycji.